# Ласло Деже
Ласло Деже (угор. Dezső László, 26 жовтня 1927, с. Буді, Пешт, Угорське королівство — 16 серпня 2016, Падуя, Венето, Італія) — угорський мовознавець, доктор філологічних наук з 1972, професор з 1975.

## Біографія
Закінчив 1952 Будапештський університет.
Від 1956 — молодий викладач Інституту іноземних мов, науковий співробітник Будапештського університету, з 1963 — керівник групи типології Інституту мовознавства АН СРСР, з 1972 — доцент, а з 1975 — професор, завідувач кафедри загального мовознавства Дебреценського університету, з 1985 — професор і завідувач кафедри угорської мови та літератури Падуанського університету (Італія).

## Наукова діяльність
Фахівець із загального мовознавства, славістики та україністики.
Досліджує типологічні характеристику та історичну типологію угорської і слов'янських мов, історію української мови, зокрема закарпатських говорів.
Пише угорською і російською мовами.
Основні праці з україністики:
- «Пам'ятки ділової писемності Закарпаття» (1965),
- «Нариси з історії закарпатських говорів» (1967),
- «Закарпатська лексика середини XVI ст.: Нягівські повчання. Словник і аналіз» (1985, усі — рос. мовою)
- «Угорські запозичення у закарпатських пам'ятках XVIXVIII СТ.» (1989, угор. мовою).